# Diego Portales y Andía-Irarrázabal

Escudo de la Familia Portales.

Diego Antonio Portales y Andía-Irarrázabal (Santiago, 1730 - ibídem, a mediados de 1784) fue un funcionario público imperial chileno.

## Biografía

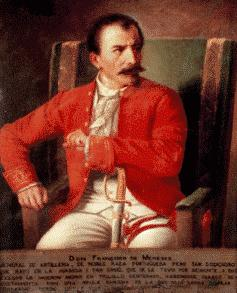
Francisco de Meneses Brito, gobernador y Capitán General del Reino de Chile, bisabuelo de Diego Portales y Andía-Yrarrázabal.

Nació en Santiago en el seno de la aristocrática familia chilena de su apellido, como hijo de José Alejo Portales y Meneses y de Catalina de Andía-Irarrázabal y Bravo de Saravia (hija de los Marqueses de la Pica).

## Vida pública
Fue Alcalde de Santiago en 1757 y Alférez Real. Se distinguió por sus servicios en la epidemia que asoló la ciudad en 1779. En 1781 el presidente de la Real Audiencia le propuso como superintendente de la Real Casa de la Moneda, cargo que ejerció hasta su muerte y en el que fue reemplazado por su hijo José Santiago. Fue también padre de Estanislao Portales Larraín y abuelo paterno de Diego Portales Palazuelos y de Manuel Portales Palazuelos. Fue calificado como "uno de los más notables hombres de la Colonia".

## Familia y descendencia
Contrajo matrimonio con Teresa de Larraín y Lecaros, hija del General Juan Francisco de Larraín y de la Cerda, Señor del Mayorazgo Larraín en Santiago, y de María Josefa de Lecaros y Lecaros, siendo padre de seis hijos.